# Patricias Argentinas
()

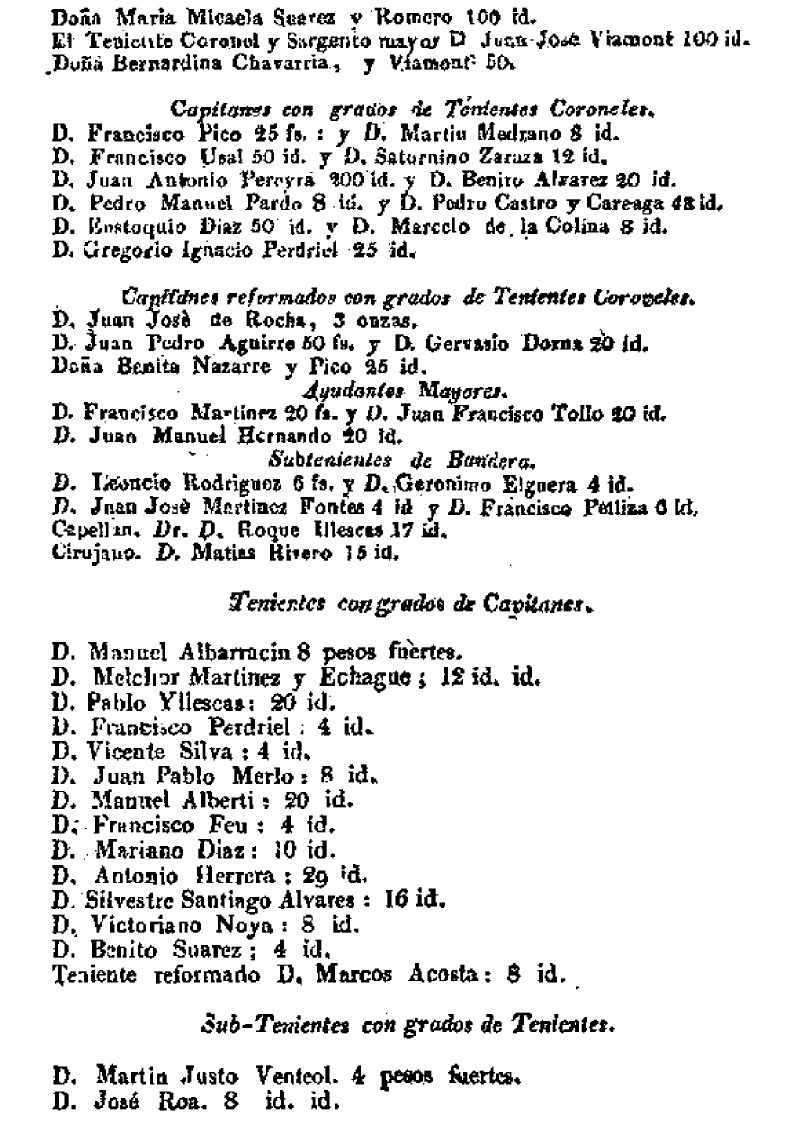

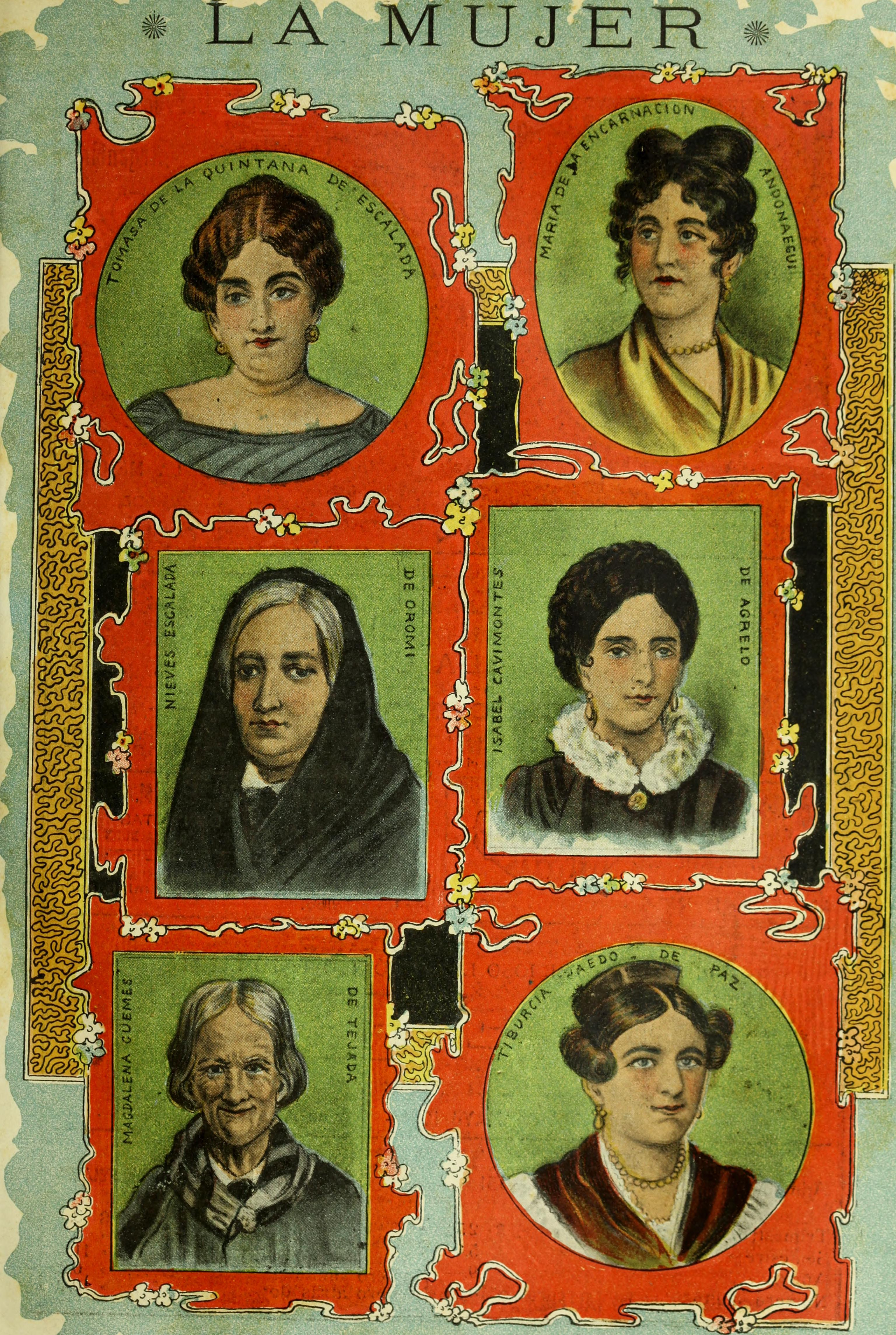

Le Patricias Argentinas o Damas Patricias furono un gruppo di quattordici donne costituite nella Sociedad Patriótica, che il 30 maggio 1812 avviarono una raccolta di fondi per dotare di equipaggiamento l'esercito ribelle che lottava per l'indipendenza dalla Spagna durante la guerra d'indipendenza argentina. Ognuna delle donne nella lista finanziò con i propri gioielli una pistola ciascuna, e il loro esempio venne seguito da altre. Questo fu considerato vitale per il successo della guerra, poiché l'esercito argentino era insufficientemente equipaggiato all'epoca. Le donazioni non contribuirono solo a riempire le casse dello Stato, ma anche a diffondere un sentimento patriottico e di libertà del popolo argentino. Ciascun'arma prese il nome della donatrice e su ogni fucile acquistato fu inciso lo slogan "Ho armato il braccio di quest'uomo coraggioso per garantire la sua gloria e la nostra libertà".

## Cultura di massa
Nel 1812 il pittore José Gerompini raffigurò le Patricias Argentinas in un olio su tela intitolato Damas Patricias constituidas en sociedad patriótica en casa de Escalada, para iniciar una subscripción entre ellas destinada a la compra de fusiles

## Nomi della lista originale
- Tomasa de la Quintana
- María de los Remedios de Escalada
- María de las Nieves de Escalada
- María Eugenia de Escalada de Demaría
- María de la Quintana
- María Sánchez de Thompson
- Carmen de la Quintanilla de Alvear
- Ramona Esquivel e Aldao
- Petrona Bernardina Cordero
- Rufina de Orma
- Isabel Calvimontes de Agrelo
- Magdalena de Castro de Herrero
- Angela Castelli de Irgazábal
- María de la Encarnación Andonaégui de Valdepares .